# Карандинцы
Карандинцы (укр. Карандинці) — село, входит в Богуславский район Киевской области Украины.
Население по переписи 2001 года составляло 140 человек, по состоянию на 2011 год — 82 человека. Почтовый индекс — 09720. Телефонный код — 4561. Занимает площадь 0,8 км². Код КОАТУУ — 3220688002.

## Местный совет
09720, Киевская обл., Богуславский р-н, с. Шупики, тел. 4-11-45.